# Stor-Knöstjärnen
Stor-Knöstjärnen är en sjö i Norsjö kommun i Västerbotten och ingår i Skellefteälvens huvudavrinningsområde.